# رقان
رقان (به عربی: رقان) یک شهرداری در الجزایر است که در ناحیه رقان واقع شده‌است. رقان ۲۰٬۴۰۲ نفر جمعیت دارد و ۲۱۷ متر بالاتر از سطح دریا واقع شده‌است.